# حركة إنكار الانتخابات في الولايات المتحدة

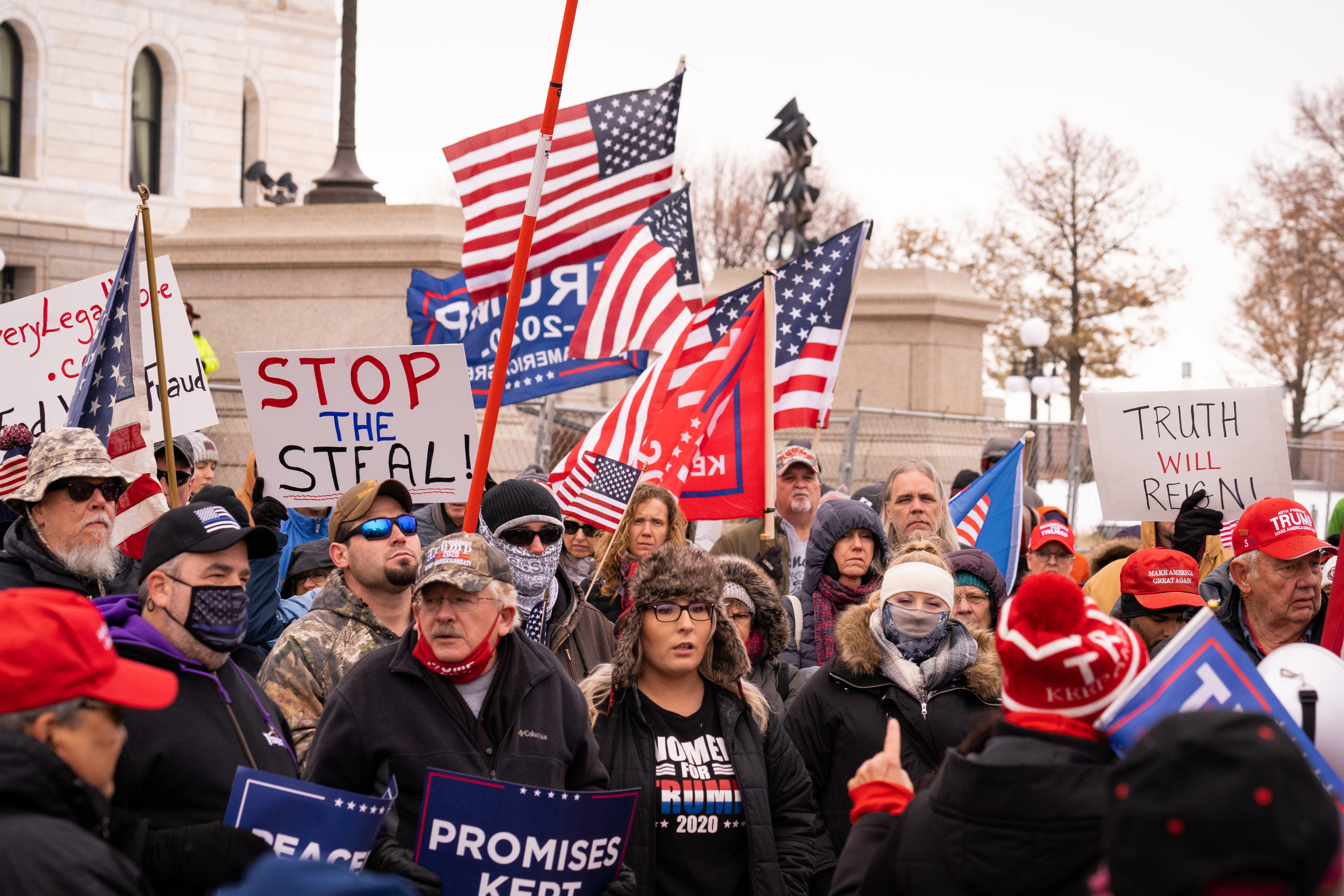
مؤيدو ترامب في ولاية مينيسوتا في تجمع "أوقفوا السرقة" في 14 نوفمبر 2020

حركة إنكار الانتخابات في الولايات المتحدة (بالإنجليزية: Election denial movement in the United States)‏ هي اعتقاد واسع الانتشار بين العديد من الجمهوريين بأن الانتخابات في الولايات المتحدة مُزورة ومسروقة من خلال تزوير الانتخابات من قبل الديمقراطيين. ويشار إلى أتباع الحركة باسم منكري الانتخابات (بالإنجليزية: election deniers)‏. انتشرت نظريات المؤامرة المتعلقة بتزوير الانتخابات عبر الإنترنت ومن خلال المؤتمرات المحافظة، والفعاليات المجتمعية، والحملات من باب إلى باب. منذ الانتخابات الرئاسية الأمريكية لعام 2020، سعى العديد من الساسة الجمهوريين إلى تولي مناصب انتخابية أو اتخذوا خطوات تشريعية لمعالجة ما يزعمون أنه ضعف نزاهة الانتخابات مما يؤدي إلى انتخابات احتيالية واسعة النطاق، على الرغم من عدم ظهور أي دليل على تزوير الانتخابات المنهجي، وقد وجدت العديد من الدراسات أنه نادر للغاية.
برزت الحركة بعد هزيمة دونالد ترامب في الانتخابات الرئاسية الأمريكية عام 2020. وكان لدى ترامب تاريخ في التشكيك في الانتخابات قبل ترشحه لمنصبه، ولا سيما إعادة انتخاب باراك أوباما في عام 2012. وقد عمل على تعزيز الحركة بين مؤيديه من خلال تقديم ادعاءات باستمرار عن الاحتيال خلال الانتخابات الرئاسية لعام 2016، وخاصة في عام 2020. من خلال هذه الادعاءات غير المثبتة، سعى ترامب ورفاقه إلى إلغاء انتخاب جو بايدن في عام 2020؛ وقد تم توجيه اتهامات له ولآخرين بتهم فيدرالية وحكومية تتعلق بالتخريب الانتخابي. أصبحت ادعاءات ترامب معروفة باسم "كذبته الكبرى". ومنذ ذلك الحين، أيد ترامب فقط المرشحين الجمهوريين الذين يوافقون على أن انتخابات 2020 قد سُرقت منه، ولم يلتزم بقبول نتائج الانتخابات الرئاسية لعام 2024 التي هو مرشح فيها. بحلول أبريل 2024، تبنى ترامب التصويت بالبريد والتصويت المبكر، والذي طالما انتقدها لسنوات باعتباره فاسدة، وسببا في خسارته انتخابات 2020.

## السياق
منذ عقود مضت، اتُهم بعض الجمهوريين المؤثرين الذين أعربوا عن مخاوفهم بشأن أمن الانتخابات باستخدام الخوف من تزوير الناخبين كذريعة لقمع الناخبين. يأتي اقتباس بارز تم استخدامه كدليل على الجهود السيّئةِ النيّةِ لمعالجة تزوير الناخبين من بول ويريتش، المؤسس المشارك لمؤسسة هيريتيج المحافظة، الذي قال في خطاب ألقاه عام 1980، "لا أريد أن يصوت الجميع ... إن نفوذنا في الانتخابات يرتفع بصراحة مع انخفاض عدد الناخبين." لوحظ أن جوانب إنكار الانتخابات تتعلق بنظرية الاستبدال العظيم، التي تبناها بعض الساسة الجمهوريين لإظهار ولائهم لدونالد ترامب. ادعى ترامب أن الديمقراطيين يشجعون الهجرة غير الشرعية للسماح لغير المواطنين بالتصويت وإنشاء أغلبية ديمقراطية دائمة.

### انتشار الاحتيال الانتخابي
توصل خبراء الانتخابات إلى أن تزوير الانتخابات نادر للغاية، وليس منهجيًا، وليس بمستويات يمكن أن تؤثر على الانتخابات الرئاسية. ردًا على مزاعم دونالد ترامب في عام 2016 بشأن ملايين الأصوات الاحتيالية، قام مركز برينان في عام 2017 بتقييم بيانات احتيال الناخبين وتوصل إلى معدل احتيال يتراوح بين 0.0003-0.0025%. وفي ذلك العام، قام المركز أيضًا بتحليل قاعدة بيانات مؤسسة التراث"هيريتيج" (Heritage Foundation) الخاصة بالاحتيال الانتخابي باعتبارها صغيرة، وتعود إلى عام 1948، وهي قاعدة البيانات التي لا تزال الغالبية العظمى من الحالات تحدث فيها بموجب إصلاحات الانتخابات المقترحة من قبل المؤسسة.

### أصول الحركة
يعتقد البروفيسور أندرو سمولار والدكتور جيفري كاباسيرفيس أن حركة إنكار الانتخابات بدأت مع حزب الشاي بعد انتخاب أوباما، مشيرين إلى أن نظرية المؤامرة المتعلقة بميلاد أوباما ساعدت في تفكيك الثقة في المؤسسات والحقيقة الموضوعية. تشمل التواريخ الأخرى التي تم اقتراحها لبدء هذه الحركة عام 2012، و2016 و2020.
ويقول المحلل كريس سوتر إن الحركة هي المرحلة الأخيرة من الصراع حول قواعد الانتخابات الذي بدأ في الستينيات بشأن القيود الصارمة التي كانت تهدف إلى منع السود من التصويت في معظم أنحاء الجنوب. لقد حظر قانون حقوق التصويت لعام 1965 التمييز ومكن الحكومة الفيدرالية من منع فرض قيود جديدة. خلال رئاسة ريغان في ثمانينيات القرن العشرين، أطلقت اللجنة الوطنية الجمهورية حملات "أمن بطاقات الاقتراع" و"نزاهة الناخبين" بهدف الحد مما زعمت أنه تزوير في الانتخابات. لقد ركزوا على المجتمعات الأقلية ذات الأغلبية الديمقراطية الكبيرة. وقد قاموا بنشر ضباط شرطة خارج الخدمة في مواقع بارزة بالقرب من مراكز الاقتراع؛ وقاموا بتوزيع منشورات تشير إلى إمكانية إخضاع الناخبين للملاحقة القضائية؛ وقاموا بتحدي الناخبين المسجلين دون أي دعم. وخلصت المحاكم الفيدرالية إلى أن هذه التقنيات كانت مصممة لتخويف الناخبين من الأقليات، في انتهاك لقانون حقوق التصويت لعام 1965. وأُرغم مسؤولو الحزب الجمهوري على التوقيع على مرسوم موافقة بالتوقف. ومع ذلك، في عام 2013، ألغت المحكمة العليا قانون حقوق التصويت في حكمها في قضية مقاطعة شيلبي ضد هولدر. وقد مكن هذا الهيئات التشريعية الجمهورية في 20 ولاية على الأقل من فرض عقبات جديدة أمام انتخابات عام 2018.

## الانتخابات المتنازع عليها

### الرئاسة

#### 2012
بعد إعلان فوز باراك أوباما في المجمع الانتخابي بينما كان لا يزال متخلفًا في عدد الأصوات الشعبية في وقت مبكر من ليلة الانتخابات عام 2012، غرد ترامب بأن الانتخابات كانت "خدعة كاملة" لأن أوباما "خسر التصويت الشعبي بفارق كبير وفاز بالانتخابات"، مضيفًا أن "المجمع الانتخابي كارثة للديمقراطية" و"لا يمكننا السماح بحدوث هذا. يجب أن نسير إلى واشنطن ونوقف هذه المهزلة". أظهرت النتائج النهائية للانتخابات أن أوباما فاز في التصويت الشعبي بنحو خمسة ملايين بطاقة اقتراع. في الانتخابات الرئاسية الأمريكية 2016، فاز ترامب بالمجمع الانتخابي لكنه خسر التصويت الشعبي بنحو ثلاثة ملايين بطاقة اقتراع.
ووصف تيرينس سميث، كاتب شبكة إيه بي سي نيوز، تصريحات ترامب بأنها أول مثال يظهر مجموعة أوسع من أساليب إنكار الانتخابات.
وعلى الرغم من تعليقات ترامب، تقبل المرشح الرئاسي الجمهوري غير الناجح ميت رومني النتائج واعترف بالهزيمة.

#### 2016
خلال الانتخابات التمهيدية للحزب الجمهوري عام 2016، زعم ترامب، دون دليل، أن خصمه السناتور تيد كروز سرق الانتخابات التمهيدية الرئاسية في ولاية أيوا بعد أن فاز بها.
خلال الحملة الرئاسية لعام 2016، أكد ترامب أن الطريقة الوحيدة التي يمكن أن يخسر بها هي حدوث تزوير في الانتخابات. أنشأ المستشار السياسي لترامب روجر ستون منظمة "أوقفوا السرقة" في عام 2016 في حالة خسارة ترامب؛ وتم إحياؤها بعد خسارة ترامب في عام 2020.
وزعم ترامب، دون دليل، أن ملايين المهاجرين غير المسجلين صوتوا بشكل غير قانوني لصالح هيلاري كلينتون في الانتخابات الرئاسية لعام 2016، مما كلفه الفوز في التصويت الشعبي. ونتيجة لذلك، أنشأ ترامب لجنة نزاهة الانتخابات في مايو 2017، ولكن تم حل اللجنة بعد عدة أشهر، حيث كتب العضو ماثيو دانلاب، وزير خارجية ولاية مين، إلى رئيس اللجنة مايك بنس ونائب الرئيس كريس كوباتش أنه على عكس التصريحات العامة التي أدلى بها ترامب وكوبتش، فإن اللجنة لم تجد تزويرًا "كبيرًا" للناخبين. وزعم دانلاب أن الغرض الحقيقي من إنشاء اللجنة هو خلق ذريعة لتمهيد الطريق أمام تغييرات سياسية تهدف إلى تقويض الحق في التصويت. وقال المنتقدون إن هدف اللجنة كان حرمان الناخبين الشرعيين من حقهم في التصويت أو ردعهم. كان لدى كوباتش، وزير خارجية ولاية كانساس آنذاك، تاريخ في تقديم ادعاءات كاذبة أو غير مؤكدة بشأن تزوير التصويت من أجل الدعوة إلى فرض قيود على التصويت. ولم تجد اللجنة حالة واحدة لتصويت غير المواطنين.
وعلى الرغم من قبولها لنتيجة انتخابات عام 2016 في ذلك الوقت، أعربت هيلاري كلينتون عن شكوكها بشأن تلك الانتخابات في مقابلة أجريت عام 2020:

#### 2020
اشتكى دونالد ترامب من عمليات تزوير واسعة النطاق في الانتخابات الرئاسية الأمريكية لعام 2020 وبعدها، وهو الأمر الذي تم فضحه على نطاق واسع. وعلى الرغم من أنه لم يعترف بالهزيمة قط، استخدم ترامب هذا الاتهام بالاحتيال كمبرر لمحاولة تقويض نتائج الانتخابات عدة مرات والبقاء في منصبه. وطالب ترامب أولئك الذين يسعون للحصول على تأييده بدعم مزاعمه التي لا أساس لها من الصحة بالاحتيال. وقد أُدين العديد من المتورطين في المؤامرات، بما في ذلك أعمال الشغب في 6 يناير 2021، أو وُجهت إليهم تهم أو يخضعون للتحقيق في جرائم مثل التمرد.
وشهد ثلاثة شهود مقربين من ترامب أمام لجنة 6 يناير بأنهم كانوا على علم باعتراف ترامب بخسارته في غضون أيام بعد الانتخابات.

#### 2024

لإثارة الشكوك حول الانتخابات، صعّد ترامب من استخدام تصريحات "الانتخابات المزورة" و"التدخل في الانتخابات" قبل انتخابات 2024 مقارنة بالانتخابات السابقة. – التصريحات التي تم وصفها كجزء من استراتيجية خطابية (heads I win; tails you cheated).

ولم يلتزم ترامب بقبول نتائج الانتخابات الرئاسية الأمريكية لعام 2024 إذا خسر. وتتوقع ابنة أخت ترامب، ماري ترامب، والنائب السابق أنتوني غونزاليس (جمهوري) من بين آخرين أنه سينكر مرة أخرى نتائج الخسارة ويحاول سرقة الانتخابات. وفقًا للإذاعة الوطنية العامة، فإن استمرار ترامب في استخدام تكتيكات إنكار الانتخابات في انتخابات عام 2024 أمر "مرجح". في الفترة التي سبقت انتخابات عام 2024، قدم الحزب الجمهوري ادعاءات بشأن "تصويت غير المواطنين" الجماعي من قبل المهاجرين في محاولة لنزع الشرعية عن الانتخابات إذا خسر ترامب. ولم تجد الولايات سوى عدد قليل للغاية من غير المواطنين في قوائم الناخبين لديها، وفي الحالات النادرة للغاية التي أدلى فيها غير المواطنين بأصواتهم، فإنهم مهاجرون قانونيون يخطئون في كثير من الأحيان في الاعتقاد بأن لديهم الحق في التصويت. أشارت قاعدة بيانات تزوير الانتخابات التي تحتفظ بها مؤسسة التراث المحافظة في عام 2024 إلى 85 حالة من المخالفات بين غير المواطنين منذ عام 2002.
لقد انتقد العديد من الجمهوريين، ولا سيما ترامب، منذ فترة طويلة "حصاد الأصوات" والتصويت المبكر الذي يتيحه باعتباره مليئا بالاحتيال والغش، وشجعوا ناخبيهم على التصويت فقط في مراكز الاقتراع يوم الانتخابات. كان فيلم (2000 Mules) للمخرج دينيش دسوزا عام 2022 يركز على مزاعم كاذبة حول حصاد غير قانوني لأوراق الاقتراع من قبل منظمات غير ربحية لم يتم الكشف عن هويتها والتي يُفترض أنها مرتبطة بالحزب الديمقراطي لارتكاب احتيال انتخابي. بعد النتائج الجمهورية المخيبة للآمال في انتخابات 2020 و2022، أدركت بعض المنظمات المؤيدة لترامب مثل (Turning Point USA) أنها بحاجة إلى تبني أساليب مماثلة لجمع الأصوات لانتخابات 2024، والتي أطلقوا عليها اسم "مطاردة الأصوات". وقالت (Turning Point) إنها ستجمع الأموال لإنشاء "أكبر عملية مطاردة للأصوات وأكثرها تأثيرًا شهدتها الحركة على الإطلاق". قالت كاري ليك، التي رفضت الاعتراف بخسارتها في سباق حاكم ولاية أريزونا عام 2022، إنها ستطلق "أكبر عملية مطاردة للأصوات في تاريخ أمتنا". ذكرت (Media Matters) في مارس 2024 أن لارا ترامب، الرئيسة المشاركة الجديدة للجنة الوطنية الجمهورية، قالت في بودكاست حديث إن اللجنة الوطنية الجمهورية ستطلق جهودا "لجمع الأصوات بشكل قانوني".
قالت لارا ترامب في نفس البودكاست "سأقول إن أكثر من 75 مليون أمريكي ما زالوا يتساءلون، ماذا حدث في عام 2020؟ لم يحصلوا على أي إجابات. ادعت بلا أساس أن احتمالات فوز بايدن في الولايات المتأرجحة كانت "واحدًا من كوادريليون إلى القوة الرابعة". بعد الإصرار لعدة سنوات على أن التصويت بالبريد "فاسد تمامًا" وساهم في خسارته في انتخابات 2020، بحلول أبريل 2024، كان دونالد ترامب واللجنة الوطنية الجمهورية يشجعان مؤيديه على اعتماد التصويت بالبريد والتصويت المبكر.
خلال الحملة الانتخابية، أشار ترامب في كثير من الأحيان إلى "نزاهة الانتخابات" للإشارة إلى كذبته المستمرة بأن انتخابات عام 2020 كانت مزورة ومسروقة، فضلاً عن التوقعات التي لا أساس لها من الصحة بشأن تزوير الانتخابات الجماعية في المستقبل. وكما فعل خلال دورة الانتخابات لعام 2020، أخبر ترامب أنصاره، دون دليل، أن الديمقراطيين قد يحاولون تزوير انتخابات 2024. يعتقد العديد من الجمهوريين في نظرية المؤامرة التي تزعم أن الديمقراطيين منخرطون في تزوير انتخابي منهجي لسرقة الانتخابات، ويصرون على أن نزاهة الانتخابات تشكل مصدر قلق كبير، على الرغم من أن تزوير التصويت نادر للغاية. بحلول عام 2022، ردّد الساسة الجمهوريون والمنافذ الإخبارية المحافظة والمحطات الإذاعية الحوارية رواية مستشار ترامب السابق ستيف بانون بأنه "إذا لم يغش الديمقراطيون، فلن يفوزوا". وفي ظهوره مع ترامب في أبريل 2024، اقترح رئيس مجلس النواب مايك جونسون بلا أساس أن "مئات الآلاف من الأصوات" قد يدلي بها مهاجرون غير موثقين؛ وبصفته رئيسا، زعم ترامب زورا أن ملايين الأصوات التي أدلى بها مهاجرون غير موثقين حرمته من الفوز في التصويت الشعبي في انتخابات عام 2016. في يونيو 2022، ذكرت صحيفة بوليتيكو أن اللجنة الوطنية الجمهورية سعت إلى نشر "جيشٍ" من العاملين في مراكز الاقتراع والمحامين في الولايات المتأرجحة الذين يمكنهم إحالة ما اعتبروه أوراق اقتراع مشكوك فيها في دوائر التصويت الديمقراطية إلى شبكة من المدعين العامين الودودين لتحديها. في أبريل 2024، قالت لارا ترامب، الرئيسة المشاركة للجنة الوطنية للحزب الجمهوري، إن الحزب لديه القدرة على تعيين عمال اقتراع يمكنهم التعامل مع أوراق الاقتراع، بدلاً من مجرد مراقبة مراكز الاقتراع. وقالت أيضًا إن انتهاء صلاحية مرسوم الموافقة لعام 1982 الذي يحظر على اللجنة الوطنية الجمهورية ترهيب الناخبين من الأقليات في عام 2018 "يمنحنا قدرة عظيمة" في الانتخابات. قالت العملية السياسية لترامب في أبريل 2024 إنها تخطط لنشر أكثر من 100 ألف محام ومتطوع في مراكز الاقتراع في جميع أنحاء الولايات المتأرجحة، مع "خط ساخن لنزاهة الانتخابات" لمراقبي الانتخابات والناخبين للإبلاغ عن المخالفات المزعومة في التصويت. وقال ترامب أمام حشد من الناس في ديسمبر 2023 إنهم بحاجة إلى "حماية الأصوات" في المدن التي يديرها الديمقراطيون. وكان ترامب قد اشتكى من أن حملته الانتخابية لعام 2020 لم تكن مستعدة بشكل كاف لتحدي خسارته في المحاكم؛ وقال بعض المنتقدين إن جهوده في الحفاظ على نزاهة الانتخابات لعام 2024 تهدف في الواقع إلى جمع الادعاءات لإغراق عملية حل الانتخابات في حال طعن في نتائج انتخابات 2024. صرح مارك إلياس، وهو محامٍ ديمقراطي متخصص في الانتخابات، هزم كل الطعون القضائية التي قدمها ترامب بعد انتخابات 2020، قائلاً: "أعتقد أنهم سيشنون عملية قمع ضخمة للناخبين وسوف تشمل أعدادًا كبيرة جدًا من الناس وأعدادًا كبيرة جدًا من المحامين".
بعد أيام من تصويت اللجنة الوطنية الجمهورية على لارا ترامب ومايكل واتلي لقيادة المنظمة، تم تعيين المذيعة السابقة في شبكة (OANN) كريستينا بوب لرئاسة برنامج نزاهة الانتخابات في اللجنة الوطنية الجمهورية، والذي قالت لارا ترامب إنه احتل "جناحًا كاملاً من المبنى". كانت بوب، وهي مناصرة قوية لترامب، متورطة في محاولات لقلب الانتخابات الرئاسية الأمريكية لعام 2020، وروجت للادعاء القائل بأن الانتخابات سُرقت من ترامب عن طريق الاحتيال. تم توجيه الاتهام إلى بوب وسبعة عشر جمهوريًا آخرين بتسع تهم بالاحتيال والتزوير والتآمر في أبريل 2024 لتورطهم المزعوم في مؤامرة ناخبي ترامب المزيفين في أريزونا.
في أبريل 2024، أصدرت اللجنة الوطنية الجمهورية نصًا لمكالمة آلية تزعم أن الديمقراطيين ارتكبوا "احتيالًا واسع النطاق" في انتخابات عام 2020. وأضاف النص، "إذا تمكن الديمقراطيون من تحقيق هدفهم، فقد يتم إلغاء صوتك من قبل شخص ليس حتى مواطنًا أمريكيًا".
بحلول مايو 2024، أصبح منكري الانتخابات المؤيدين لترامب أقرب إلى التيار الرئيسي في الحزب الجمهوري. في تقرير صدر في 21 مايو 2024 من قبل منظمة (States United Action)، وجد أن "170 ممثلاً وعضوًا في مجلس الشيوخ من أصل 535 مشرعًا بشكل عام يمكن تصنيفهم على أنهم منكرون للانتخابات" وأن اثنين من مرشحي مجلس الشيوخ و17 مرشحًا لمجلس النواب كانوا على ورقة الاقتراع للانضمام إليهم. بحلول عام 2024، لوحظ أن انتشار منكري الانتخابات قد زاد بين كبار المسؤولين الجمهوريين في اللجنة الوطنية الجمهورية. في مايو، ذكرت وكالة أسوشيتد برس أنه تحت قيادة لارا ترامب، "سعى الحزب الجمهوري إلى التحالف مع منكري الانتخابات، ونظريات المؤامرة، وأنصار اليمين البديل الذين كان الحزب يبقيهم بعيدًا في السابق". كما ذكرت أن لارا ترامب تدعم سياسة وطنية بعدم احتساب أي بطاقات اقتراع بعد يوم الانتخابات، وهو ما اعتبر غير قانوني. صرّح ترامب والعديد من الجمهوريين أنهم لن يقبلوا نتائج انتخابات عام 2024 إذا اعتقدوا أنها "غير عادلة".

### على مستوى الولاية

#### 2018
بعد انتخابات حاكم ولاية جورجيا عام 2018، خسرت المرشحة الديمقراطية ستايسي أبرامز أمام المرشح الجمهوري برايان كيمب - الذي أدار الانتخابات بصفته وزير خارجية ولاية جورجيا - وزعمت أن الانتخابات "سُرقت" منها بالإضافة إلى ادعائها أن الانتخابات كانت "مزورة" و"ليست انتخابات حرة أو نزيهة"، على أساس أن تسجيل الناخبين قد تم إلغاؤه بشكل غير صحيح وأن مراكز الاقتراع في الأحياء الفقيرة والأقليات قد تم إغلاقها بشكل غير صحيح. ذكرت صحيفة واشنطن بوست أن "أكثر من 200 مركز اقتراع" في جميع أنحاء جورجيا قد أُغلقت في انتخابات عام 2018، "خاصة في الأحياء الفقيرة والأقليات. وأبلغ الناخبون عن طوابير طويلة وآلات تصويت معطلة ومشاكل أخرى أدت إلى تأخير التصويت أو إحباطه في تلك المناطق". ووجدت صحيفة (Atlanta Journal-Constitution) أن "إغلاق الدوائر الانتخابية والمسافات الأطول من المحتمل أن تمنع ما يقدر بنحو 54,000 إلى 85,000 ناخب من الإدلاء بأصواتهم" في يوم الانتخابات عام 2018 - أقل من هامش فوز كيمب. وفقًا لريتشارد إل هاسن، أستاذ القانون والعلوم السياسية في جامعة كاليفورنيا في إيرفين، "ليس هناك شك في أن جورجيا بشكل عام وبريان كيمب بشكل خاص اتخذا خطوات لجعل تسجيل الناس وتصويتهم أكثر صعوبة، وأن هؤلاء الأشخاص كانوا يميلون إلى الميل إلى الديمقراطيين".
في عام 2022، هزم كيمب مرة أخرى أبرامز، بهامش أكبر؛ حيث اعترفت أبرامز بالهزيمة في ليلة الانتخابات.

#### 2022
بالإضافة إلى جعل ادعاءات كاذبة حول الانتخابات السابقة محور حملتها الانتخابية لمنصب حاكم ولاية أريزونا عام 2022، رفضت كاري ليك الاعتراف بخسارتها، وسافرت عبر البلاد حتى عام 2023 للترويج لادعاءات تزوير الانتخابات وسط تكهنات بأنها تفكر في الترشح لمجلس الشيوخ أو ترشيحها كمرشحة لترامب في عام 2024. تم رفض الدعاوى القضائية العديدة التي رفعتها ضد خسارتها، كما تم رفض دعوى قضائية تطالب بالتوقف عن استخدام الآلات الإلكترونية. في يوليو 2023، تم رفع دعوى قضائية من قبل مسجل مقاطعة ماريكوبا الجمهوري ستيفن ريتشر، زاعمًا أن ليك شوهت سمعته من خلال ادعائه أنه تلاعب بالانتخابات ضدها، وتمت الموافقة في ديسمبر 2023 على المضي قدمًا في المحاكمة. ليك هي المرشح الجمهوري في انتخابات مجلس الشيوخ الأمريكي لعام 2024 في ولاية أريزونا.

## انتشار إنكار الانتخابات

### دور وسائل الإعلام المحافظة
روجت منافذ إخبارية محافظة مثل فوكس نيوز ونيوزماكس و OANN لادعاءات حول تزوير الانتخابات خلال الأسابيع التي أعقبت انتخابات عام 2020، بما في ذلك نظريات المؤامرة التي تقول إن آلات التصويت تم تزويرها لصالح بايدن. رفعت شركتا آلات التصويت دومينيون سيستمز و (Smartmatic) دعاوى تشهير ضد القنوات الثلاث وبعض موظفيها وآخرين. وافقت قناة فوكس نيوز على دفع تسوية بقيمة 787.5 مليون دولار لشركة دومينيون في أبريل 2023 بعد الكشف عن أن كبار الشخصيات والمديرين التنفيذيين على الهواء كانوا يعرفون أن الادعاءات كاذبة لكنهم استمروا في الترويج لها على أي حال.

### المسئولين المنتخبين
وجد تحليل لصحيفة واشنطن بوست في أكتوبر 2022 أن 51٪ من المرشحين الجمهوريين لمجلس النواب والشيوخ والمناصب الرئيسية على مستوى الولاية في كل ولاية تقريبًا في ذلك العام أنكروا أو شككوا في نتيجة الانتخابات الرئاسية لعام 2020. يشرف وزراء الخارجية على الانتخابات في الولايات. في عام 2022، أيد ما يقرب من واحد من كل ثلاثة مرشحين جمهوريين لتلك المناصب إلغاء نتائج الانتخابات الرئاسية لعام 2020. تم إنشاء تحالف أمريكا أولاً لوزير الخارجية، الذي شارك في تأسيسه وقاده الجمهوري من نيفادا جيم مارشانت، في عام 2021 للترويج لمنكري الانتخابات لمنصب وزير الخارجية في انتخابات وزير خارجية الولايات المتحدة لعام 2022. خسر جميع المرشحين العشرين تقريبًا الذين أيدتهم المجموعة في عام 2022 في الانتخابات العامة، باستثناء واحد. وفقًا لتحليل أجرته منظمة (States United Action) غير الحزبية، كلف إنكار الانتخابات المرشحين الجمهوريين من 2.3 إلى 3.7 نقطة مئوية من الأصوات في انتخابات التجديد النصفي لعام 2022.
جعل ترامب من ادعاءاته بتزوير الانتخابات اختبارًا حاسمًا للمرشحين الجمهوريين ومحور برنامجه. بعد فوز مايك جونسون بانتخابات رئيس مجلس النواب الأمريكي في أكتوبر 2023، افترض ديفيد غراهام أن أعضاء حركة إنكار الانتخابات فقط لديهم فرصة للفوز بمنصب رئيس مجلس النواب بأصوات الجمهوريين فقط.

### الناخبون ذوو الميول اليمينية
اعتبارًا من أغسطس 2023، وجد استطلاع للرأي أن ما يقرب من 70٪ من الناخبين الجمهوريين والمستقلين ذوي الميول الجمهورية استمروا في الاعتقاد بأن جو بايدن لم يُنتخب بشكل شرعي في عام 2020.

## التحليل
كتبت سارة لونغويل، وهي استراتيجية سياسية جمهورية تعارض بشدة سياسة ترامب، في أبريل 2022 أنها سألت ناخبي ترامب في مجموعات التركيز عن سبب استمرارهم في الاعتقاد بأن الانتخابات سُرقت منه. لقد أدركت أن الأمر بالنسبة للعديد من الناس كان بمثابة استجابة قبلية يصعب تفسيرها لرسالة تتردد في البيئة الاجتماعية والإعلامية للمشاركين.

وتشير تحليلات استطلاعات الرأي التي أجراها تشارلز ستيوارت، الأستاذ المتميز في العلوم السياسية في معهد ماساتشوستس للتكنولوجيا، إلى وجود جذور أيديولوجية عميقة تتعلق بالإيمان بالمؤامرات، والتوترات العنصرية والدين، فضلاً عن التحزب. ويقول:
ومن بين الجمهوريين، تتمتع نظريات المؤامرة بتأثير قوي على تبني إنكار الانتخابات، تليها مشاعر الاستياء العنصري. ومن بين المستقلين، فإن أقوى التأثيرات على النزعة الإنكارية هي القومية المسيحية والاستياء العنصري. وعلى الرغم من أن إنكار الانتخابات نادر بين الديمقراطيين، فإن التباين الموجود يمكن تفسيره في الغالب بمستويات الاستياء العنصري.<
يزعم بعض خبراء الانتخابات والمؤرخين أن إنكار الانتخابات، إذا تُرك دون رادع، قد يؤدي إلى تقليل التنازلات من خلال خسارة المرشحين، وتعطيل عمليات نقل السلطة السلمية وإضعاف أو حتى تفكيك الديمقراطية الأمريكية. حذرت ليزا براينت، أستاذة العلوم السياسية بجامعة كاليفورنيا في فريسنو، من تآكل الثقة في العملية الديمقراطية والمؤسسات التي تنتجها، وهو ما قد يؤدي إلى انهيار سيادة القانون إذا لم يتم النظر إلى الحكومة (وبالتالي القوانين التي تخلقها) على أنها شرعية.

## أولويات وداعمي الحركة
في أعقاب خسارة ترامب في عام 2020 وسط مزاعمه بالتنزوير، بادر المشرعون الجمهوريون ببذل جهود واسعة النطاق لجعل قوانين التصويت أكثر تقييدًا في العديد من الولايات في جميع أنحاء البلاد والسيطرة على الإدارة الإدارية للانتخابات على مستوى الولاية والمستوى المحلي. خطط البعض لنشر "جيش" من العاملين في مراكز الاقتراع والمحامين للطعن في الأصوات في الدوائر الديمقراطية.
في يونيو 2024، ذكرت صحيفة واشنطن بوست أن هناك مؤشرات على أن الجمهوريين على مستوى المقاطعات في الولايات المتأرجحة قد يستعدون لتحدي وتأخير التصديق على نتائج التصويت في عام 2024. وقد تتسبب مثل هذه التأخيرات في تفويت الولاية للمواعيد النهائية التي تضمن احتساب أصوات الهيئة الانتخابية في واشنطن في السادس من يناير 2025. في أربع انتخابات ولائية منذ عام 2020، امتنع مسؤولو الانتخابات في المقاطعات عن إصدار الشهادات، مشيرين إلى عدم الثقة في آلات التصويت أو أخطاء في بطاقات الاقتراع، على الرغم من أنهم لم يتمكنوا من تقديم دليل على تزوير التصويت الفعلي؛ وقد تمت عملية إصدار الشهادات بعد تدخلات الدولة، والتي تضمنت تحذيرات من اتهامات جنائية محتملة (وفي أريزونا، فعلية). أعرب نشطاء حقوق التصويت عن قلقهم من أن تؤدي الادعاءات الكاذبة المستمرة بالتلاعب في الانتخابات منذ عام 2020 إلى اضطرابات اجتماعية إذا تم رفض الجهود المبذولة لتأخير عمليات التصديق على المستوى المحلي من قبل المسؤولين الحكوميين أو المحاكم. إن فشل أي ولاية في إحصاء أصواتها في المجمع الانتخابي في السادس من يناير قد يؤدي إلى عدم وصول أي من المرشحين الرئاسيين إلى الحد الأدنى من الأصوات الانتخابية وهو 270 صوتا، مما قد يؤدي إلى تحويل الانتخابات إلى مجلس النواب. في هذا السيناريو، سيتم تحديد نتيجة الانتخابات من خلال إحصاء الأغلبية البسيطة لتمثيلات الهيئة التشريعية للولايات؛ حيث سيطر الجمهوريون على 28 من أصل 50 هيئة تشريعية في عام 2024 

### أبرز المؤيدين لحركة إنكار الانتخابات
لقد روّج دينيس مونتغومري لـ "أدلة" تم فضحها على نطاق واسع لكل من حركة نظرية المؤامرة حول جنسية أوباما وحركة إنكار انتخابات عام 2020 (من بين مؤامرات اليمين المتطرف الأخرى)، وقد استشهد بها على نطاق واسع مؤيدو جهود الرئيس ترامب لقلب الانتخابات.

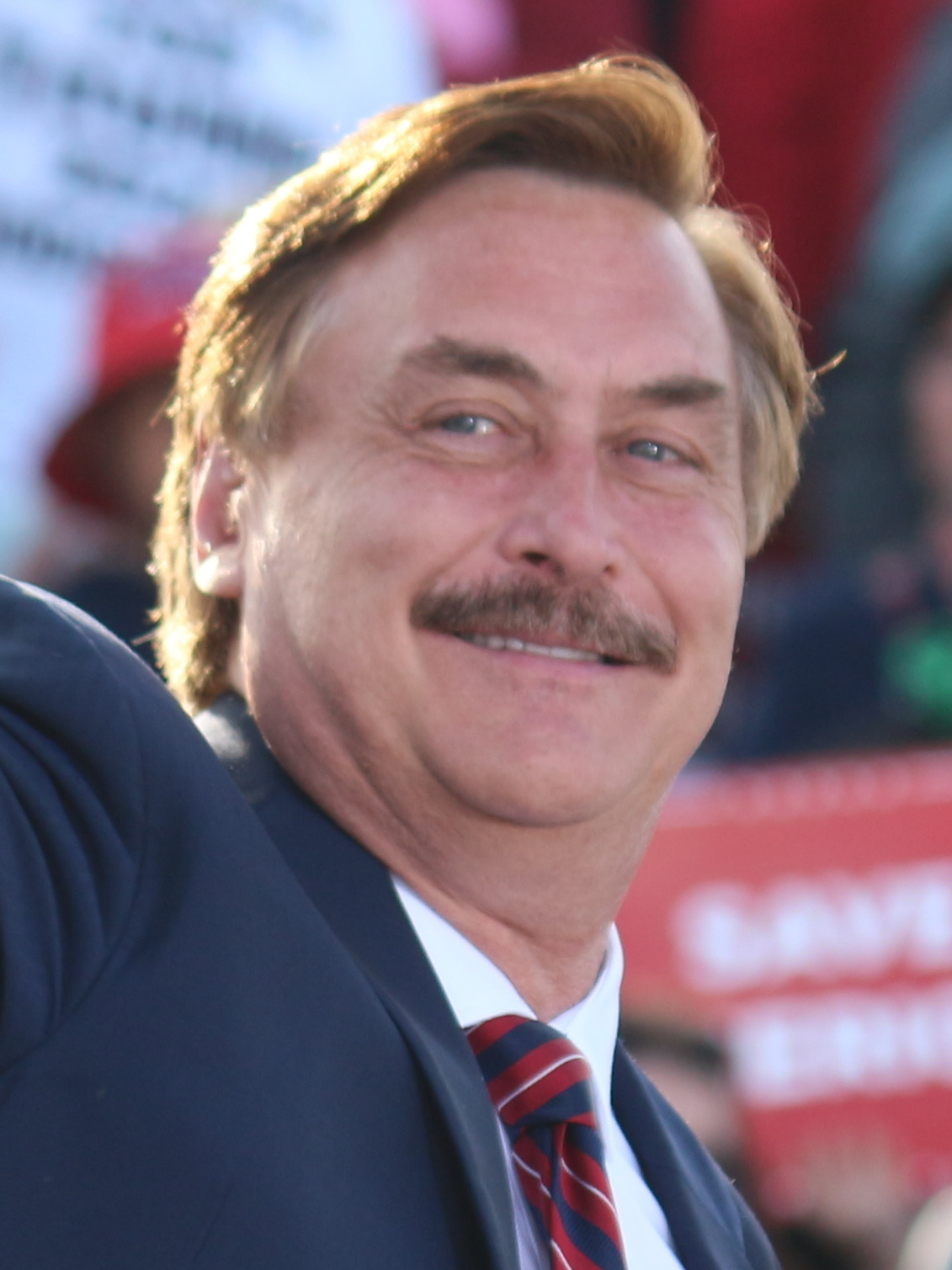
يؤكد ليندل (الصورة هنا في عام 2022) أن انتخابات عام 2020 سُرقت من خلال مخطط عالمي معقد لاختراق آلات التصويت.

بحلول عام 2022، أصبح مؤسس (My Pillow) مايك ليندل شخصية بارزة في الحركة، حيث أنفق ملايين الدولارات من أمواله على المؤتمرات، وشبكات النشطاء، ومنصة إعلامية، وإجراءات قانونية، وأبحاث. من خلال إعلاناته على موقع (My Pillow)، أصبح داعمًا ماليًا رئيسيًا لشبكة متوسعة من المذيعين والمؤثرين اليمينيين. قالت شركة ليندل القانونية في ملف قدم للمحكمة في أكتوبر 2023 إن ليندل كان متأخرًا عن سداد رسوم بملايين الدولارات وأن الشركة لم تعد قادرة على تحمل تكاليف تمثيله، وهو ما أكده ليندل.
اجتمعت منظمات ممولة بأموال مظلمة بهدوء مع مسؤولين في الولايات التي يسيطر عليها الجمهوريون لإنشاء حاضنة للسياسات التي من شأنها تقييد الوصول إلى بطاقات الاقتراع وتضخيم الادعاءات بأن الاحتيال منتشر في الانتخابات. بقيادة مؤسسة التراث، تشمل المجموعات مشروع الانتخابات النزيهة، وهو جزء من شبكة من المنظمات المحافظة المرتبطة بليونارد ليو، وهو شخصية بارزة منذ فترة طويلة في الجمعية الفيدرالية.
تأسس معهد الشراكة المحافظة (CPI) في عام 2017 على يد السيناتور الجمهوري السابق ورئيس مؤسسة التراث جيم ديمينت. ويضم (CPI) مارك ميدوز وجيفري كلارك، وقد تم وصفه بأنه "المركز العصبي" لحركة اجعل أمريكا عظيمة مرة أخرى. ارتفع تمويل (CPI) من 1.7 مليون دولار في عام 2017 إلى 45 مليون دولار في عام 2021. يتضمن (CPI) شبكة نزاهة الانتخابات، التي تقودها كليتا ميتشل. كانت ميتشل مستشارًا لترامب بعد انتخابات عام 2020 وشاركت في المكالمة الهاتفية بين ترامب ورافينسبيرغر والتي ضغط خلالها ترامب على وزير خارجية جورجيا "للعثور" على بطاقات اقتراع تضمن له الفوز في الولاية. تم توجيه الاتهام إلى ترامب و18 آخرين، بما في ذلك ميدوز وكلارك، في محاكمة الابتزاز الانتخابي في جورجيا بتهمة إدارة "مؤسسة ابتزاز إجرامية". كانت ميتشل واحدة من 39 فردًا أوصت هيئة محلفين كبرى خاصة بتوجيه اتهامات إليهم بتهم متعددة، على الرغم من رفض المدعي العام فاني ويليس توجيه الاتهام إليها. بحلول عام 2022، قالت ميتشل إنها "تستفيد من الدروس التي تعلمناها في عام 2020" حيث عقدت ندوات في جميع أنحاء البلاد لتجنيد منكري الانتخابات لمراقبة الانتخابات لأن "الطريقة الوحيدة التي يمكن للديمقراطيين أن يفوزوا بها هي الغش".
في عام 2022، حدد مركز برينان للعدالة في كلية الحقوق بجامعة نيويورك العديد من الأفراد أو المجموعات التي أنفقت مجتمعة عشرات الملايين من الدولارات لدعم منكري الانتخابات في انتخابات التجديد النصفي في ذلك العام. ومن بين هؤلاء الزوجين المليارديرين ريتشارد وإليزابيث أويهلين ولجنة إنقاذ أميركا التابعة لترامب، والمؤسس المشارك لشركة هوم ديبوت برنارد ماركوس. قال الرئيس التنفيذي السابق لشركة (Overstock.com)، باتريك بيرن، إنه أنفق 20 مليون دولار لإقناع الناس بأن انتخابات عام 2020 سُرقت؛ وكان أيضًا أحد الممولين الرئيسيين لعملية تدقيق بطاقات الاقتراع الرئاسية لمقاطعة ماريكوبا عام 2021، والتي سعت إلى العثور على احتيال في الانتخابات الرئاسية لعام 2020، لكنها فشلت في العثور عليه. كان بايرن الممول الأكبر لمشروع أمريكا، الذي يروج لروايات إنكار الانتخابات. تأسست هذه المجموعة على يد مستشار الأمن القومي السابق لترامب مايكل فلين في عام 2021، بأجندة تتضمن تقويض الثقة في الانتخابات. حضر بيرن وفلين وآخرون اجتماعًا في المكتب البيضاوي في ديسمبر 2020 مع ترامب لمناقشة سبل قلب خسارة الرئيس في الانتخابات.
انضم مؤسس شركة أوراكل لاري إليسون إلى مؤتمر عبر الهاتف في نوفمبر 2020 مع شان هانيتي والسيناتور ليندسي غراهام لمناقشة طرق الطعن في شرعية انتخابات عام 2020. بحلول أكتوبر 2022، تبرع إليسون بملايين الدولارات إلى لجنة عمل سياسي مستقلة لدعم أربعة مرشحين لمجلس الشيوخ أثاروا شكوكًا حول نتائج انتخابات 2020.
يزعم فيلم (2000 Mules) للمخرج دينيش دسوزا لعام 2022 أن منظمات غير ربحية مجهولة الاسم مرتبطة بالحزب الديمقراطي دفعت أموالًا لـ "بغال" (mules) لجمع بطاقات الاقتراع وإيداعها بشكل غير قانوني في صناديق أوراق الاقتراع في خمس ولايات متأرجحة خلال الانتخابات الرئاسية لعام 2020.
اقترح بعض المحللين والسياسيين من الحزبين الجمهوري والديمقراطي أن إنكار الانتخابات قد يتضمن عنصرًا من الاحتيال لجمع التبرعات من المؤيدين غير المدركين. من خلال حملة عبر البريد الإلكتروني، جمع ترامب حوالي 250 مليون دولار لما أخبر المانحين أنه "صندوق رسمي للدفاع عن الانتخابات" لم يكن موجودًا في الواقع. بحلول سبتمبر 2022، كانت هيئة محلفين اتحادية كبرى تحقق فيما إذا كان ترامب وحلفاؤه يطلبون التبرعات على أساس ادعاءات يعرفون أنها كاذبة، وهو ما قد ينتهك قوانين الاحتيال الإلكتروني الفيدرالية. كان التحقيق الخاص الذي أجراه سميث يفحص أيضًا جمع التبرعات لمحامي ترامب السابق سيدني باول بحلول سبتمبر 2023.
في يونيو 2024، سُئل رئيس مؤسسة هيريتيج، كيفن روبرتس، عما إذا كانت المؤسسة ستقبل نتائج الانتخابات الرئاسية لعام 2024 بغض النظر عن نتيجتها. أجاب: "نعم، إذا لم يكن هناك احتيال ضخم كما حدث في عام 2020". عندما عُرضت عليه بيانات من قاعدة بيانات احتيال الانتخابات التابعة لمؤسسة هيريتيج والتي تشير إلى وجود 1513 حالة مؤكدة فقط من احتيال الناخبين في الولايات المتحدة منذ عام 1982، رد روبرتس بأن الاحتيال "من الصعب جدًا توثيقه، والحزب الديمقراطي جيد جدًا في الاحتيال".
في أكتوبر 2024، وردت أنباء عن اختيار بعض الأشخاص الذين تطوعوا كناخبين مزيفين في عام 2020 كناخبين شرعيين لترامب في حالة فوزه في انتخابات نوفمبر 2024 في ولايات معينة. لدى سبع ولايات - جورجيا، وبنسلفانيا، وأريزونا، وويسكونسن، ونيفادا، ونيومكسيكو، وميشيغان - 82 صوتًا انتخابيًا. ومن بينهم 14 شخصًا تطوعوا كناخبين مزيفين في عام 2020 و16 منكرًا إضافيًا لانتخابات عام 2020.

## للاستزادة
- Albertson, Bethany, and Kimberly Guiler. "Conspiracy theories, election rigging, and support for democratic norms." Research & Politics 7.3 (2020): online
- Craig, Maureen A., and Jennifer A. Richeson. "On the Precipice of a ‘Majority-Minority’ America: Perceived Status Threat From the Racial Demographic Shift Affects White Americans’Political Ideology." Psychological Science (2014) 25(6): 1189–97.
- Graham, Matthew H., and Milan W. Svolik. "Democracy in America? Partisanship, Polarization, and the Robustness of Support for Democracy in the United States." American Political Science Review 2020. 114(2): 392–409. online
- Sautter, Chris. "US Democracy Survives a Challenge." in Campaigns and Elections American Style: The changing landscape of political campaigns'ed by Candice J. Nelson, James A. Thurber, and David A. Dulio, (6th ed. Routledge, 2023) pp. 33–51. دُوِي:10.4324/9781003166375-3
- Wu, Jennifer, et al. "Are Dead People Voting By Mail? Evidence From Washington State Administrative Records" (Stanford Institute for Economic and Policy Research, 2020) summary؛ Examination of 4.5 million distinct votes in Washington state (2011 to 2018) found 14 cases of individuals whose ballots were cast suspiciously after their death, representing one vote per 300,000.

## روابط خارجية
- "حملة الخوف" (Campaign of fear) سلسلة تحقيقات لرويترز حول ترهيب العاملين في الانتخابات بعد 2020.